# Guimiliau
Guimiliau (bret. Gwimilio) – miejscowość i gmina we Francji, w regionie Bretania, w departamencie Finistère.
Według danych na rok 1990 gminę zamieszkiwało 791 osób, a gęstość zaludnienia wynosiła 70 osób/km² (wśród 1269 gmin Bretanii Guimiliau plasuje się na 671. miejscu pod względem liczby ludności, natomiast pod względem powierzchni na miejscu 792.).